# Marius Holtrop

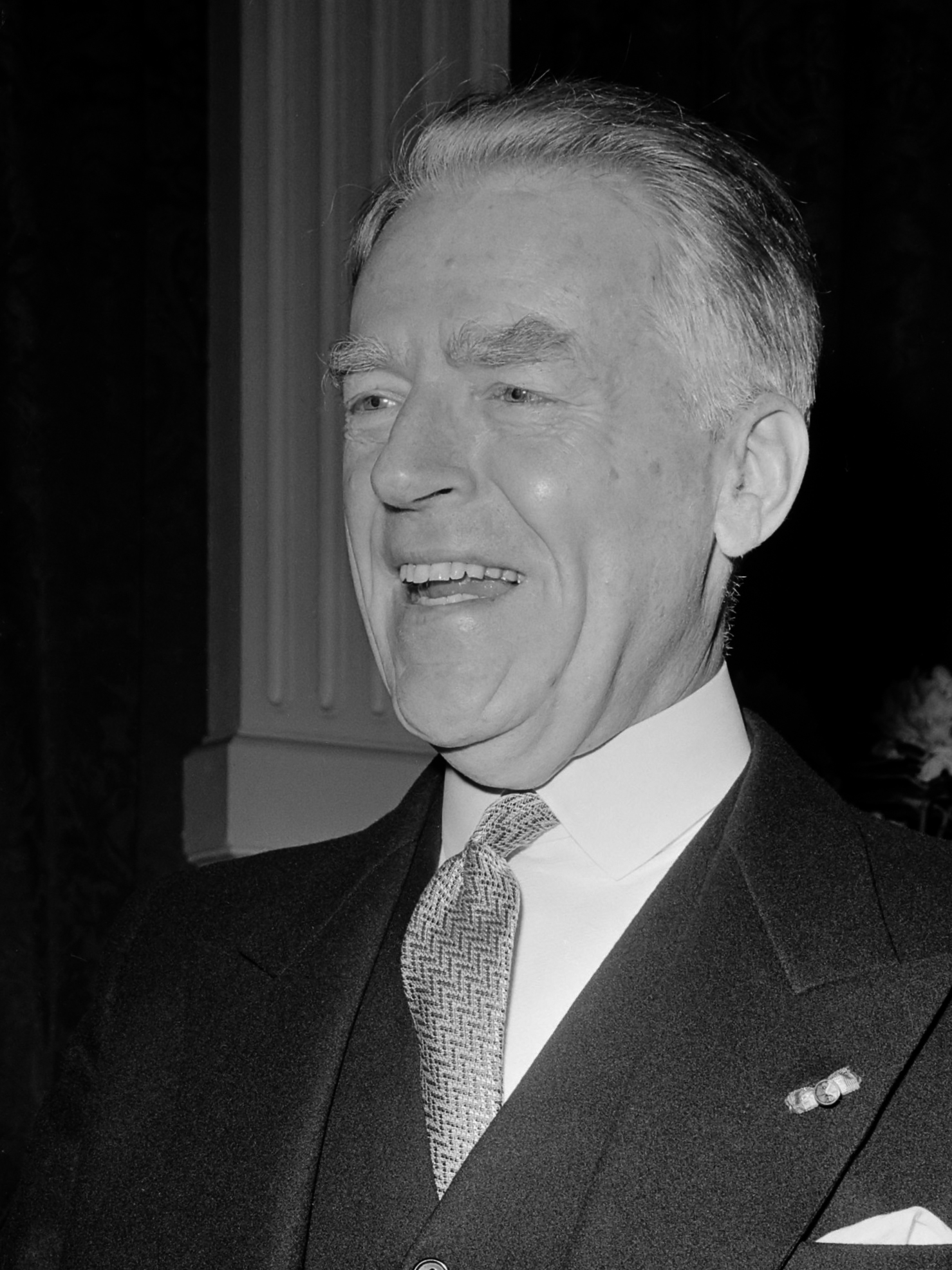
Marius Holtrop (1967)

Marius Wilhelm Holtrop (Amsterdam, 2 november 1902 – Haarlem, 1 april 1988) was een Nederlands econoom.
Holtrop werd geboren als zoon van de acteurs Jan Holtrop en Betty Holtrop-van Gelder. Zijn ouders, en zijn zus Marie, waren acteur bij Het Nederlandsch Tooneel. Holtrop volgde de handelsschool, werkte als boekhouder, en studeerde vanaf 1922 economie aan de Gemeentelijke Universiteit Amsterdam. In 1925 studeerde hij af, en in 1928 promoveerde hij op een proefschrift met de titel De omloopsnelheid van het geld. Na zijn studie ging hij werken bij Hoogovens. Hij sloot zich aan bij de Vereeniging voor Waardevast Geld die voor devaluatie van de gulden pleitte. Vanaf 1936 werkte hij als vicepresident van Shell Chemical Company in San Francisco, om in 1939 terug te keren als directeur van Hoogovens.
Na de Tweede Wereldoorlog was hij een van de bedenkers van de monetaire politiek van minister Lieftinck (Van het tientje van Lieftinck). Diezelfde Lieftinck benoemde Holtrop in 1946 tot president van De Nederlandsche Bank. In 1967 volgde Jelle Zijlstra hem op in deze functie. Holtrop werd aldus het gezicht van de monetaire wederopbouw van Nederland. Als bankpresident richtte hij zich vooral sterk, en met succes, tegen oplopende inflatie. Holtrop ontving diverse eredoctoraten en andere onderscheidingen. Sinds 1950 was hij lid van de Koninklijke Nederlandse Akademie van Wetenschappen (KNAW). 
In 1976 maakte Holtrop deel uit van de zogenaamde Commissie van Drie, die onderzoek deed naar mededelingen gedaan in Amerikaanse senaatsverhoren dat prins-gemaal Bernhard van Lippe-Biesterfeld steekpenningen zou hebben aangenomen van de Amerikaanse vliegtuigbouwer Lockheed.